# Lo Stupefacente Ant-Man (fumetto)
Astonishing Ant-Man è una testata a fumetti pubblicata dall'editore statunitense Marvel Comics dal novembre 2015 all'interno della linea editoriale All New All Different Marvel al fine di rilanciare il personaggio dei fumetti Ant-Man.
Nella testata le storie, realizzate da Nick Spencer e dal disegnatore Ramon Rosanas, proseguono le vicende narrate nelle serie Ant-Man e Ant-Man: Last Days, realizzate dagli stessi autori.

## Storia editoriale
The Astonishing Ant-Man nasce nel 2015 subito dopo la pubblicazione di Ant-Man Volume 2 e Ant-Man: Last Days. Scritta da Nick Spencer e disegnata principalmente da Ramon Rosanas, la testata si incentra sulle avventure Scott Lang avvenute dopo gli eventi di Secret Wars su Terra Prima.
Conclusa nel 2016, la serie regolare è durata 13 uscite, diventando la collana basata su Ant-Man più duratura di sempre.
In Italia, la pubblicazione di The Astonishing Ant-Man avviene grazie alla Panini Comics su Marvel Heroes a partire dal numero 5, che prende il sottotitolo Lo Stupefacente Ant-Man.

## Archi narrativi
- Una Seconda Possibilità (Second-Chance-Man): Scott Lang, dopo aver scoperto che sua figlia Cassie è stata riportata in vita dal Dottor Destino, decide di prendersi cura di lei, malgrado la sua ex moglie Peggy non sia d'accordo. Viste le sue pessime condizioni di vita, Scott decide di trovare un lavoro alle Stark Industries, richiedendo un colloquio. Nonostante le sue doti in ingegneria, Tony Stark lo rifiuta, fino a quando non decide di dargli un'ultima opportunità. Scott riesce ad ottenere il lavoro di capo della sicurezza, ma è costretto a rifiutarlo per seguire sua figlia Cassie, partita per Miami assieme alla madre. Arrivato a Miami, Lang decide di chiedere un prestito alla compagnia di Ms. Morgenstern per avviare una sua azienda: le soluzioni per la sicurezza Ant-Man. La donna accetta, divenendo l'investitrice principale del progetto. Per fare le cose in grande, Ant-Man decide di ingaggiare anche un vecchio nemico di Eric O'Grady, Grizzly, come sua guardia del corpo e riesce ad ottenere il suo primo incarico, che si è poi rivelato essere una copertura di Taskmaster per distrarlo dalla figlia, affinché Augustine Cross della Cross Technological Enterprises potesse rapirla. Augustine ha infatti intenzione di eseguire con l'aiuto della dottoressa Sondheim un trapianto al cuore per riportare in vita il defunto padre, Darren Cross e riesce nell'intento. Scott, aiutato da Grizzly, riesce anche ad ingaggiare Machine-Smith, e sfruttando le sue conoscenze nel campo dell'informatica, raggiunge la CTE, ma non in tempo per salvare la figlia. Dopo una brusca battaglia con Darren Cross, Scott riesce a salvare la vita di Cassie con l'aiuto della dottoressa Sondheim. Cross riesce tuttavia a fuggire subito dopo aver scoperto di aver ottenuto i poteri di rimpicciolimento delle particelle Pym. Scott, avendo capito d'aver messo in pericolo la vita della figlia, decide di abbandonarla all'ex moglie. Dopo diverso tempo, Scott apprende le notizie della morte di Henry Pym per mano di Ultron, storica nemesi dello scienziato. Dopo aver incontrato Janet van Dyne, riceve in dono dal testamento di Pym il costume da Giant-Man. Scott, decide però di non utilizzarlo e di regalarlo a Raz Malhotra, un ragazzo che in passato ha contribuito a sconfiggere Testa d'Uovo con l'aiuto degli stessi Pym e Lang, facendolo entrare nella sua azienda.
- Gli ultimi giorni di Ant-Man (Last days of Ant-Man): Dopo tutti questi avvenimenti, Scott Lang viene assoldato dall'investitrice del progetto Soluzioni per la sicurezza Ant-Man, Ms. Morgenstern, per rubare un manufatto asgardiano a Slug, spacciatore di droga principale a Miami, precedentemente rinchiuso in prigione da Giant-Man e Tigra. Ant-Man riesce dunque a portare a termine l'incarico e di consegnare il manufatto a Mary Morgenstern, la quale rivela a Scott di essere la proprietaria di un centro per anziani che in passato erano supereroi della Golden Age. Con l'oggetto asgardiano, riesce a far ritornare alla gioventù i suoi vecchi compagni di lotta, per fargli trascorrere al meglio i loro ultimi momenti su terra-616, che sta affrontando un'incursione con terra-1610. Lang, avendo aiutato Morgenstern, decide di trascorrere i suoi ultimi momenti di vita tentando di sconfiggere il nuovo Scarabeo, che aveva già sconfitto poco prima di trasferirsi a Miami. Tuttavia fallisce nell'intento, ma inizia un rapporto sessuale con Janice.
- Tutti amano i Team-Up (Everybody loves Team-Up): Subito dopo l'incursione finale tra Terra-616 e Terra-1610, Scott Lang ritorna in vita e otto mesi dopo ritorna in carcere. Durante quell'arco di tempo, Scott ha cercato altri lavori per la Ant-Man Security Solutions, ormai divenuta una start-up di basso successo, trovandone uno grazie alla signora Morgenstern in una galleria d'arte. Il suo ingaggio dura però pochi istanti grazie ad un'irruzione di Turbine, ingaggiato dalla Hench App per conto della Cross Technological Enterprises di Darren Cross per uccidere Ant-Man. Le trattative per compiere l'incarico però non raggiungono una conclusione e Power Broker, il creatore dell'app, decide di ritirare l'offerta per cercare di vendere la sua invenzione ad altri compratori. Scott Lang incontra inoltre Darla Deering, con la quale chiude ogni rapporto ed insieme sconfiggono il nuovo Mago. Power Broker tenta in seguito di vendere i suoi servigi con la Hench App a Slug, il quale la usa per ingaggiare il Sabotatore, vecchio nemico di Giant-Man per rubare dallo S.H.I.E.L.D. un Giganto. Ant-Man, con l'aiuto di Capitan America, riesce ad impedirlo, non scoprendo tuttavia che il vero scopo di Slug era un altro: distrarre i due eroi per portare avanti il suo traffico di droga. Scott, dopo quest'avventura, decide di riprendere la sua carriera da supereroe (precedentemente abbandonata), senza farlo sapere allo staff della Ant-Man Security Solutions e alla moglie Peggy. Scott viene poi assunto dalla sua ex fidanzata Darla Deering e, durante una partita di basketball ingaggia una lotta contro la Voce, altra nemesi del dottor Henry Pym. Tra la folla vi era presente anche Cassie Lang, che, dopo aver avuto un diverbio col padre, chiude con lui ogni rapporto. Dopo questi avvenimenti, Scott fa da mentore al nuovo Giant-Man, Raz Malhotra, e i due sconfiggono la nuova Backlash. Nel frattempo, Cassie Lang diventa Stinger con l'aiuto del Power Broker, ed i due stringono un'alleanza.
- Small-Time-Criminal

## Autori
| Sceneggiatori             | Disegnatori                                                                         | Copertine                                                                     |
| - Nick Spencer, 2015-2016 | - Ramon Rosanas, 2015-2016 - Brent Shoonover, 2015-2016 - Anna Paola Martello, 2016 | - Mark Brooks, 2015-2016 - David Nakayama, 2016 - Julian Totino Tedesco, 2016 |